# Socializzazione dell'economia
Nell'ambito dell'ideologia fascista la locuzione socializzazione dell'economia indica una teoria proclamata, e in parte applicata, nella Repubblica Sociale Italiana di trasformazione sociale dell'economia, nella quale la proprietà dei mezzi di produzione non è più esclusiva del capitalista, ma partecipata con i lavoratori impiegati nell'azienda.
Il principale provvedimento legislativo per la sua attuazione fu il Decreto sulla socializzazione delle imprese del febbraio 1944, oltre a vari riferimenti normativi nella bozza della Costituzione della Repubblica Sociale Italiana del dicembre 1943.

## La socializzazione nel fascismo
Il termine venne coniato nel 1943 per indicare una dottrina economica concepita dal fascismo all'interno del sistema economico corporativista della Repubblica Sociale Italiana, ma i prodromi vanno individuati nella Carta del Carnaro promulgata a Fiume nel 1920, nella Carta del Lavoro del 1927 e nella corporazione proprietaria ideata da Ugo Spirito nel 1932, ovvero la corporazione che diventa proprietaria dell'azienda, ricercando l'equilibrio tra le due componenti della produzione, ovvero lavoro e capitale. Nel 1928 Mussolini ebbe a dire:
La socializzazione fascista avrebbe dovuto costituire nelle intenzioni dei suoi proponenti la terza via nei confronti dei due maggiori sistemi economici del Novecento (il capitalismo e il bolscevismo) sia per quanto riguarda l'economia sia per i suoi riflessi sul piano sociale. 
Prese parte al suo sviluppo anche l'ex comunista Nicola Bombacci che contribuì a quest'opera riprendendo tra l'altro le teorie dell'anarchico ucraino Nestor Ivanovič Machno, dal fabianesimo e dal distributismo geselliano. Amico di vecchia data di Benito Mussolini, nonché condivisore degli ideali socialisti del fascismo delle origini, Bombacci collaborò a questa politica economica della Repubblica Sociale Italiana senza tuttavia rinnegare i propri ideali comunisti, ma sforzandosi di farli collimare con la politica sociale fascista.

Nel Manifesto di Verona, sbandierando il carattere sociale del nuovo Stato, i fascisti chiamarono le rappresentanze dei tecnici e degli operai a cooperare nella gestione delle aziende e nella ripartizione dei loro utili (articolo 12). Tale sviluppo dell'economia corporativa era già stato accennato da Mussolini in un discorso alle Corporazioni del 23 marzo 1936:
La socializzazione si trovò affiancata agli altri due capisaldi dell'ideologia economica del fascismo, cioè il corporativismo e la fiscalità monetaria, come base del sistema politico della democrazia organica.

## Storia della socializzazione delle imprese nella Repubblica Sociale Italiana
Tale teoria economica venne elaborata e prevista nel Manifesto di Verona, documento che conteneva il programma politico del Partito Fascista Repubblicano, allora alla guida della neo costituita Repubblica Sociale Italiana. Il manifesto fu presentato durante il Congresso di Verona il 14 novembre 1943. Fino ad allora secondo i fascisti intervenuti a Verona, ogni realistico tentativo di apporre più ardite modifiche al sistema economico italiano era naufragato di fronte all'ostracismo dei poteri economici definiti come plutocrazia.
Fu Mussolini già il 23 settembre 1943 nel formare il governo a volere l'istituzione del ministero dell'Economia corporativa, nominando ministro prima Silvio Gai e dal 1º gennaio 1944 Angelo Tarchi. Fu quest'ultimo ad accelerare la stesura del decreto legge sulla socializzazione e a lui, insediatosi nella sede del ministero a Bergamo, venne assegnato la direzione della socializzazione.
La socializzazione delle imprese, vista con sospetto e boicottata dalla Germania nazionalsocialista, venne disposta inizialmente con l'apposito decreto sulla socializzazione, entrato in vigore all'inizio del 1944 (D.Lgs. 12 febbraio 1944, n. 375, a firma di Mussolini unita a quelle di Domenico Pellegrini Giampietro e Piero Pisenti) e che si incentrava sulla novità dei Consigli di Gestione, ma ebbe tuttavia scarsa applicazione sperimentale e non poté incidere nel creare consenso attorno a esso e rilanciare decisamente la produzione bellica, per altro rigidamente controllata dai tedeschi occupanti e da essi in larga misura assorbita.
Il 20 giugno 1944 infatti, ossia appena quattro mesi dopo il decreto legislativo, il dirigente della federazione fascista degli impiegati del commercio Anselmo Vaccari in un rapporto diretto a Mussolini riportò quanto segue: «I lavoratori considerano la socializzazione come uno specchio per le allodole, e si tengono lontano da noi e dallo specchio. Le masse ripudiano di ricevere alcunché da noi. È questo un preconcetto ed un preconcetto malevolo, perché i lavoratori italiani furono portati da Voi su un piano di dignità prima sconosciuto. La massa ragiona, anzi “sragiona”, in un modo assai strano. (…) La massa dice che tutto il male che abbiamo fatto al popolo italiano dal 1940 a oggi supera il grande bene elargitole nei precedenti venti anni e attende dal compagno Togliatti, che oggi pontifica da Roma in nome di Stalin, la creazione di un nuovo Paese di Bengodi».
A seguito del discorso della riscossa nel dicembre 1944, due mesi dopo nascerà un secondo partito nella RSI, il Raggruppamento Nazionale Repubblicano Socialista guidato da Edmondo Cione, che ufficialmente farà della socializzazione delle imprese una questione ancora più capitale.
L'attuazione integrale della socializzazione era prevista per il 25 aprile 1945. Difatti il 25 aprile 1945 tra i primi atti politico-amministrativi del Comitato di Liberazione Nazionale dopo la sconfitta del fascismo nel Nord Italia vi fu proprio l'abrogazione del D.Lgs sulla socializzazione, definita da esso un tentativo «di aggiogare le masse lavoratrici dell'Italia occupata al servizio ed alla collaborazione con l'invasore».

## Contenuto del decreto
Il decreto si componeva di 46 articoli divisi in 3 Titoli:
| Nome sezione | Titolo                                                      | Articoli |
| Titolo I     | Della socializzazione della impresa                         | 1 - 30   |
| ------------ | ----------------------------------------------------------- | -------- |
| Sezione I    | Amministrazione delle Imprese socializzate                  | 1 - 21   |
| Sezione II   | Responsabilità del capo dell'impresa e degli amministratori | 22 - 30  |
| Titolo II    | Del passaggio delle imprese di proprietà dello stato        | 31 - 43  |
| Titolo III   | Determinazione e ripartizione degli utili                   | 44 - 46  |

Il provvedimento riguardava in particolare le imprese private che al 1º gennaio 1944 avessero almeno un milione di Lire di capitale o impiegassero almeno 100 lavoratori (art. 1). Venivano delineati come organi delle imprese: il capo dell'impresa, l'assemblea, il consiglio di gestione, il collegio dei sindaci, il collegio dei revisori (art. 2).
Le caratteristiche salienti della socializzazione erano:
- l'elezione dei membri dei consigli collegiali, in tutto o in parte, da parte dei lavoratori dell'impresa (art. 3 - 5);
- l'elezione del capo d'impresa da parte dell'assemblea (art. 9) o nominato per decreto dal Ministro dell'economia corporativa, se trattasi di impresa pubblica o a carattere pubblico (art. 13);
- la responsabilità del capo d'impresa di fronte allo Stato per l'andamento della produzione (art. 22 / 27);
- la nazionalizzazione delle imprese nei settori giudicati strategici o comunque la partecipazione al capitale (art. 31);
- l'istituzione di un Istituto di Gestione e Finanziamento per controllare e correggere l'indirizzo della produzione nei vari settori (art. 37);
- la distribuzione di una parte degli utili tra tutti i lavoratori dell'impresa e un'altra parte data all'IGF (art. 46).